# Gregorio López Irasuegi
Gregorio López Irasuegui (Bilbao, 1946 - 1988) fou un lluitador antifranquista basc. Ingressà a ETA en els anys 1960. Fou detingut juntament amb Xabier Izko de la Iglesia a Pamplona el 5 de gener de 1969, quan ambdós es disposaven a alliberar de la presó de Pamplona la seva esposa, Arantxa Arruti, que en aquell moment es trobava empresonada. Implicat en el Procés de Burgos (1970), fou condemnat a quaranta anys de presó. Fou enviat al Penal de Puerto de Santa María, on fou posat en règim de presó preventiva el 21 de setembre de 1976 fins que va ser amnistiat el 1977.